# Billy Bush
William Hall "Billy" Bush, född 13 oktober 1971 i New York, är en amerikansk TV- och radioprogramledare som bland annat har lett radioprogrammet The Billy Bush Show. Han har senare varit programledare för Access Hollywood, sedan 2016 är han en av programledarna för morgonprogrammet The Today Show. Han är brorson till George H.W. Bush och kusin till George W. Bush.
Den 7 oktober 2016 var Bush inblandad i en skandal tillsammans med Donald Trump. Detta efter att The Washington Post publicerat en inspelning med Bush och Donald Trump från 2005. På bandet hör man Bush och Donald Trump skryta om att kyssa kvinnor och Trump berättar hur han tar på kvinnors könsorgan. Inspelningen fick stor uppmärksamhet i media då Trump var mitt uppe i sin valkampanj i presidentvalet i USA 2016. Språket på inspelningen beskrevs av media som "vulgärt" och "sexistiskt". Händelsen orsakade upprördhet och skandal över det politiska spektrumet.